# 大活字本
大活字本（だいかつじぼん、英語: large-print book）は、視力が弱い人（ロービジョンまたは弱視の人）に対応するために、通常よりも大きな文字（大活字、large-print）や判型を用いた本のことである。大活字本は、障がい者向け図書館（i.e. 点字図書館、盲人図書館）が、点字図書と共に収蔵していることが多い。 

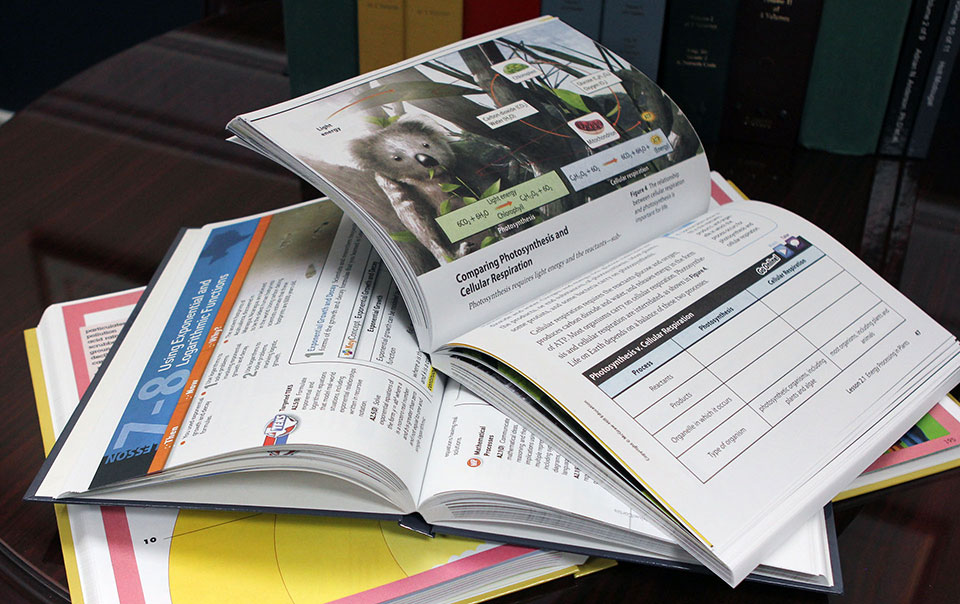
大活字本

American Printing House for the Blindによると、大活字本に用いられる標準フォントサイズは18ポイントであるが、個々のニーズに合わせて異なったフォントサイズが用いられることもある。また、日本大百科全書によれば、12ポイントから22ポイントの書体が使われるとしている。 

## 歴史
初めて大活字本を出版した出版社の内のひとつであるClear Type Publishing Companyは、1910年頃に36ポイントの活字を用いた。オハイオ州に本社のある出版社は、24ポイントと36ポイントのフォントサイズで書籍を出版する大活字本の出版に特化している。 
1914年、ロバート・アーウィン（Robert Irwin）は、オハイオ州クリーブランドの学校に在籍するロービジョンの子どもを対象に、教科書セットを36ポイントで調製した。後に、このフォントサイズは大き過ぎることが判明し、24ポイントがより人気があったために36ポイントは使われなくなった。1919年にアーウィンが後援した研究では、24ポイントのフォントサイズが評価されたサイズの中で最も読みやすいことが示された。1952年と1959年に行われた別の研究は、18ポイントまたは24ポイントのフォントサイズを支持した。 
1964年、フレデリック・ソープ（Frederick Thorpe）は、もともとのフォントサイズの2倍のものを使った古典書籍を再販した。この本には、本のカテゴリーを示すために、色分けされたブックカバーが掛けられていた。しかし、物理的な本の大きさゆえに、一部の読者は本書を扱うのに難儀した。 
1969年、ソープが立ち上げた出版社のウルバースクロフト（Ulverscroft）は、16ポイントと通常のフォントサイズによる書籍の印刷を開始した。ただし、16ポイントは、アメリカ盲人協会（American Council of the Blind）が推奨する20ポイントはおろか、提唱している最小値である18ポイントよりも小さいものである。   
日本国内では、1996年に大活字本専門の出版社大活字が設立されたほか、NPO法人大活字文化普及協会（外部リンク参照）が、大活字本の普及に向け活動している。図書館では、日本図書館協会が2010年度に発表した「図書館利用に障害のある人へのサービス」全国調査報告書によれば、519の公共図書館で延べ26万7000冊が取り扱われている。

## 全米視覚障害者協会基準
全米視覚障害者協会（American National Association for Visually Handicapped、NAVH）は、出版基準を満たす書籍のために、NAVH承認シールをアメリカ合衆国内の商業出版社に提供してきた。   

## 読みやすいフォント
ロービジョンである人にとって、文字の大きさを拡大するだけでは十分であるとは言えない。 読みやすく設計されたフォントを使用することで、文字ごとの区別がしやすくなる。こうしたフォントの特徴として、サンセリフ体である、ディセンダーが明瞭である、句読点（ピリオド、コンマ）がより大きいなどが挙げられる。       